# Trevor Jones
Trevor Alfred Charles Jones, född 23 mars 1949 i Kapstaden, är en sydafrikansk kompositör, som gjort musiken till många filmer.

## Diskografi (urval)
- 1986 - Labyrinth (soundtrack tillsammans med David Bowie)
- 1992 The last of the Mohicans

## Filmografi (urval)
- 1981 – Excalibur
- 1981 – Time Bandits
- 1982 – Den mörka kristallen
- 1985 – Runaway Train
- 1986 – Labyrint
- 1988 – Mississippi brinner
- 1989 – Sea of Love
- 1990 – Imse vimse spindel
- 1992 – Den siste mohikanen
- 1992 – Panik på hotellet
- 1993 – Cliffhanger
- 1993 – I faderns namn
- 1995 – Dödskyssen
- 1995 – Richard III
- 1996 – Brassed Off
- 1996 – Loch Ness
- 1997 – G.I. Jane
- 1998 – Dark City
- 1998 – Merlin
- 1998 – The Mighty
- 1999 – Notting Hill
- 2000 – Tretton dagar
- 2001 – From Hell
- 2002 – Crossroads
- 2003 – The League
- 2004 – Jorden runt på 80 dagar